# Düsseldorfer Turn- und Sportverein Fortuna 1895 1985-1986
Questa voce raccoglie le informazioni riguardanti il Düsseldorfer Turn- und Sportverein Fortuna 1895 nelle competizioni ufficiali della stagione 1985-1986.

## Stagione
Nella stagione 1985-1986 il Fortuna Düsseldorf, allenato da Dieter Brei, concluse il campionato di Bundesliga al 14º posto. In Coppa di Germania il Fortuna Düsseldorf fu eliminato al secondo turno dal Bochum.

## Rosa
| N. |                     | Ruolo | Calciatore         |
| -- | ------------------- | ----- | ------------------ |
|    | Germania (bandiera) | P     | Uwe Greiner        |
|    | Germania (bandiera) | P     | Jörg Schmadtke     |
|    | Germania (bandiera) | D     | Manfred Bockenfeld |
|    | Germania (bandiera) | D     | Michael Bunte      |
|    | Germania (bandiera) | D     | Holger Fach        |
|    | Germania (bandiera) | D     | Dietmar Grabotin   |
|    | Germania (bandiera) | D     | Werner Jakobs      |
|    | Germania (bandiera) | D     | Günter Kuczinski   |
|    | Germania (bandiera) | C     | Ralf Dusend        |
|    | Germania (bandiera) | C     | Andreas Kaiser     |

| N. |                     | Ruolo | Calciatore      |
| -- | ------------------- | ----- | --------------- |
|    | Germania (bandiera) | C     | Andreas Keim    |
|    | Germania (bandiera) | C     | Klein           |
|    | Germania (bandiera) | C     | Andreas Kremers |
|    | Galles (bandiera)   | C     | Dean Thomas     |
|    | Germania (bandiera) | C     | Josef Weikl     |
|    | Germania (bandiera) | C     | Gerd Zewe       |
|    | Germania (bandiera) | A     | Karl Del'Haye   |
|    | Germania (bandiera) | A     | Sven Demandt    |
|    | Svezia (bandiera)   | A     | Hasse Holmqvist |
|    | Germania (bandiera) | A     | Günter Thiele   |

## Organigramma societario
Area tecnica
- Allenatore: Dieter Brei
- Allenatore in seconda:
- Preparatore dei portieri:
- Preparatori atletici:

## Calciomercato

### Sessione estiva
| Acquisti | Acquisti      | Acquisti             | Acquisti |
| R.       | Nome          | da                   | Modalità |
| -------- | ------------- | -------------------- | -------- |
| C        | Dean Thomas   | Alemannia Aquisgrana |          |
| A        | Karl Del'Haye | Bayern Monaco        |          |
| C        | Andreas Keim  | Karlsruhe            |          |

| Cessioni | Cessioni         | Cessioni            | Cessioni |
| R.       | Nome             | a                   | Modalità |
| -------- | ---------------- | ------------------- | -------- |
| C        | Rudolf Bommer    | Uerdingen 05        |          |
| A        | Atli Eðvaldsson  | Uerdingen 05        |          |
| C        | Jürgen Fleer     | Hannover 96         |          |
| P        | Frank Kurth      | Rot-Weiss Essen     |          |
| D        | Peter Löhr       | Vikt. Aschaffenburg |          |
| D        | Anton Schmidkunz | Monaco 1860         |          |

### Sessione invernale
| Acquisti | Acquisti | Acquisti | Acquisti |
| R.       | Nome     | da       | Modalità |
| -------- | -------- | -------- | -------- |

| Cessioni | Cessioni | Cessioni | Cessioni |
| R.       | Nome     | a        | Modalità |
| -------- | -------- | -------- | -------- |

## Risultati

### Bundesliga

#### Girone di andata
| Arbitro: | Theobald |

|                                        |           |          |
| Holmqvist 28’ Keim 42’ Thiele 60’, 87’ | Marcatori | 4’ Klotz |

| Arbitro: | Brehm |

|                                                                   |           |                                      |
| Kempe 18’ Benatelli 22’ Fischer 35’ Wegmann 50’ Lameck 72’ (rig.) | Marcatori | 59’ (rig.) Holmqvist 83’, 84’ Thiele |

| Arbitro: | Heitmann |

|  |           |            |
|  | Marcatori | 65’ Krämer |

| Arbitro: | Boos |

|                       |           |  |
| Allofs 58’ Schupp 83’ | Marcatori |  |

| Arbitro: | Zimmermann |

|                                                    |           |                         |
| Kaiser 10’ Thiele 26’ Weikl 54’ (rig.) Demandt 87’ | Marcatori | 25’ Wegmann 27’ Schüler |

| Arbitro: | Correll |

|                           |           |               |
| Cha 10’, 85’ Schreier 84’ | Marcatori | 11’ Holmqvist |

| Arbitro: | Scheuerer |

|            |           |                                              |
| Thiele 23’ | Marcatori | 33’ Sidka 35’ Kutzop 59’ Neubarth 72’ Völler |

| Arbitro: | Kautschor |

|                                                         |           |             |
| Bruns 43’ Mill 47’, 76’ Hochstätter 62’ Rahn 64’ (rig.) | Marcatori | 87’ Demandt |

| Arbitro: | Roth |

|                                               |           |  |
| Keim 32’ Holmqvist 53’ Demandt 62’ Dusend 87’ | Marcatori |  |

| Arbitro: | Barnick |

|                                                           |           |  |
| Allgöwer 29’, 36’, 52’ Müller 74’ Sigurvinsson 80’ (rig.) | Marcatori |  |

| Arbitro: | Umbach |

|                  |           |              |
| Weikl 83’ (rig.) | Marcatori | 63’ Hartmann |

| Arbitro: | Brückner |

|              |           |  |
| Hellberg 63’ | Marcatori |  |

| Arbitro: | Gabor |

|               |           |                     |
| Keim 54’, 63’ | Marcatori | 6’ Blättel 13’ Mohr |

| Arbitro: | Föckler |

|                                     |           |  |
| Jakobs 21’ Gründel 35’, 82’ Lux 44’ | Marcatori |  |

| Arbitro: | Jupe |

|               |           |                                             |
| Holmqvist 80’ | Marcatori | 12’ Engels 26’ Geilenkirchen 89’ Littbarski |

| Arbitro: | Osmers |

|                                            |           |                    |
| Eckstein 10’ Andersen 44’ Philipkowski 86’ | Marcatori | 19’, 74’ Holmqvist |

| Arbitro: | Hontheim |

|                |           |            |
| Bockenfeld 47’ | Marcatori | 15’ Funkel |

#### Girone di ritorno
| Arbitro: | Werner |

|                 |           |               |
| Remark 65’, 73’ | Marcatori | 52’ Holmqvist |

| Arbitro: | Bruch |

|                       |           |          |
| Demandt 47’ Weikl 78’ | Marcatori | 9’ Kuntz |

| Arbitro: | Horeis |

|                       |           |  |
| Friz 69’ Berthold 90’ | Marcatori |  |

| Düsseldorf 1º febbraio 1986, ore 15:30 CET 21ª giornata | Fortuna Düsseldorf | 0 – 0 referto | Kaiserslautern | Rheinstadion (5 700 spett.)\| Arbitro: \| Neuner \| |
| Arbitro:                                                | Neuner             |               |                |                                                     |

| Arbitro: | Wittke |

|          |           |                        |
| Hupe 82’ | Marcatori | 33’ Zewe 70’ Holmqvist |

| Arbitro: | Dellwing |

|                        |           |          |
| Dusend 34’ Demandt 79’ | Marcatori | 41’ Waas |

| Arbitro: | Ermer |

|                                                      |           |                                       |
| Burgsmüller 3’, 10’, 77’ Neubarth 18’, 70’, 72’, 81’ | Marcatori | 65’ Bockenfeld 71’ Dusend 90’ Demandt |

| Arbitro: | Schütte |

|                              |           |  |
| Bockenfeld 77’ Holmqvist 87’ | Marcatori |  |

| Arbitro: | Röthlisberger |

|                        |           |                          |
| Pflügler 63’ Lerby 83’ | Marcatori | 37’, 49’ Dusend 45’ Fach |

| Arbitro: | Barnick |

|  |           |                                                          |
|  | Marcatori | 15’ Spies 36’, 47’, 49’, 75’, 78’ Klinsmann 87’ Allgöwer |

| Arbitro: | Assenmacher |

|                |           |                       |
| Kleppinger 68’ | Marcatori | 17’ (aut.) Kleppinger |

| Arbitro: | Schmidhuber |

|                      |           |                |
| Demandt 32’ Fach 61’ | Marcatori | 9’, 37’ Schaub |

| Arbitro: | Roth |

|                 |           |             |
| Jambo 1’ (rig.) | Marcatori | 58’ Demandt |

| Arbitro: | Boos |

|                                       |           |              |
| Dusend 13’ Bockenfeld 34’ Demandt 90’ | Marcatori | 82’ Plessers |

| Arbitro: | Tritschler |

|               |           |                              |
| Hönerbach 66’ | Marcatori | 20’ Thiele 51’ Fach 58’ Keim |

| Arbitro: | Föckler |

|                            |           |             |
| Demandt 19’ Bockenfeld 28’ | Marcatori | 78’ Güttler |

| Arbitro: | Uhlig |

|                                                        |           |                          |
| Guðmundsson 2’, 18’ Funkel 48’ (rig.), 73’ Janssen 86’ | Marcatori | 29’ Thomas 75’ Holmqvist |

### Coppa di Germania
| Arbitro: | Kasperowski |

|                       |           |                                 |
| Koch 42’ Đorđević 69’ | Marcatori | 36’, 89’ Holmqvist 113’ Demandt |

| Arbitro: | Horeis |

|                     |           |               |
| Holmqvist 2’ (rig.) | Marcatori | 30’ Benatelli |

| Arbitro: | Dellwing |

|                              |                      |                        |
| Tenhagen 2’ Wegmann 55’      | Marcatori            | 35’ Jakobs 66’ Keim    |
| Lameck Woelk Oswald Tenhagen | Tiri di rigore 3 – 1 | Keim Klein Dusend Fach |

## Statistiche

### Statistiche di squadra
| Competizione      | Punti | In casa | In casa | In casa | In casa | In casa | In casa | In trasferta | In trasferta | In trasferta | In trasferta | In trasferta | In trasferta | Totale | Totale | Totale | Totale | Totale | Totale | DR  |
| Competizione      | Punti | G       | V       | N       | P       | Gf      | Gs      | G            | V            | N            | P            | Gf           | Gs           | G      | V      | N      | P      | Gf     | Gs     | DR  |
| ----------------- | ----- | ------- | ------- | ------- | ------- | ------- | ------- | ------------ | ------------ | ------------ | ------------ | ------------ | ------------ | ------ | ------ | ------ | ------ | ------ | ------ | --- |
| Bundesliga        | 29    | 17      | 8       | 5       | 4       | 31      | 28      | 17           | 3            | 2            | 12           | 23           | 50           | 34     | 11     | 7      | 16     | 54     | 78     | -24 |
| Coppa di Germania | -     | 1       | 0       | 1       | 0       | 1       | 1       | 2            | 1            | 1            | 0            | 5            | 4            | 3      | 1      | 2      | 0      | 6      | 5      | +1  |
| Totale            | 29    | 18      | 8       | 6       | 4       | 32      | 29      | 19           | 4            | 3            | 12           | 28           | 54           | 37     | 12     | 9      | 16     | 60     | 83     | -23 |

### Andamento in campionato
| Giornata  | 1 | 2 | 3  | 4  | 5  | 6  | 7  | 8  | 9  | 10 | 11 | 12 | 13 | 14 | 15 | 16 | 17 | 18 | 19 | 20 | 21 | 22 | 23 | 24 | 25 | 26 | 27 | 28 | 29 | 30 | 31 | 32 | 33 | 34 |
| --------- | - | - | -- | -- | -- | -- | -- | -- | -- | -- | -- | -- | -- | -- | -- | -- | -- | -- | -- | -- | -- | -- | -- | -- | -- | -- | -- | -- | -- | -- | -- | -- | -- | -- |
| Luogo     | C | T | C  | T  | C  | T  | C  | T  | C  | T  | C  | T  | C  | T  | C  | T  | C  | T  | C  | T  | C  | T  | C  | T  | C  | T  | C  | T  | C  | T  | C  | T  | C  | T  |
| Risultato | V | P | P  | P  | V  | P  | P  | P  | V  | P  | N  | P  | N  | P  | P  | P  | N  | P  | V  | P  | N  | V  | V  | P  | V  | V  | P  | N  | N  | N  | V  | V  | V  | P  |
| Posizione | 1 | 7 | 12 | 14 | 14 | 14 | 15 | 18 | 14 | 18 | 17 | 18 | 17 | 18 | 18 | 18 | 18 | 18 | 18 | 18 | 18 | 17 | 17 | 17 | 17 | 15 | 16 | 16 | 16 | 16 | 15 | 13 | 11 | 14 |

Legenda:

Luogo: C = Casa; T = Trasferta. Risultato: V = Vittoria; N = Pareggio; P = Sconfitta.

### Statistiche dei giocatori
| Giocatore     | Bundesliga | Bundesliga | Bundesliga  | Bundesliga | Coppa di Germania | Coppa di Germania | Coppa di Germania | Coppa di Germania | Totale   | Totale | Totale      | Totale     |
| Giocatore     | Presenze   | Reti       | Ammonizioni | Espulsioni | Presenze          | Reti              | Ammonizioni       | Espulsioni        | Presenze | Reti   | Ammonizioni | Espulsioni |
| ------------- | ---------- | ---------- | ----------- | ---------- | ----------------- | ----------------- | ----------------- | ----------------- | -------- | ------ | ----------- | ---------- |
| M. Bockenfeld | 32         | 5          | 9           | 0          | 3                 | 0                 | 0                 | 0                 | 35       | 5      | 9           | 0          |
| M. Bunte      | 30         | 0          | 2           | 0          | 3                 | 0                 | 0                 | 0                 | 33       | 0      | 2           | 0          |
| K. Del'Haye   | 14         | 0          | 2           | 0          | 2                 | 0                 | 0                 | 0                 | 16       | 0      | 2           | 0          |
| S. Demandt    | 33         | 10         | 1           | 0          | 2                 | 1                 | 1                 | 0                 | 35       | 11     | 2           | 0          |
| R. Dusend     | 29         | 6          | 4           | 0          | 3                 | 0                 | 0                 | 0                 | 32       | 6      | 4           | 0          |
| H. Fach       | 32         | 3          | 2           | 0          | 3                 | 0                 | 0                 | 0                 | 35       | 3      | 2           | 0          |
| D. Grabotin   | 12         | 0          | 4           | 0          | 0                 | 0                 | 0                 | 0                 | 12       | 0      | 4           | 0          |
| U. Greiner    | 8          | 0          | 0           | 0          | 1                 | 0                 | 0                 | 0                 | 9        | 0      | 0           | 0          |
| H. Holmqvist  | 28         | 11         | 2           | 0          | 2                 | 3                 | 1                 | 0                 | 30       | 14     | 3           | 0          |
| W. Jakobs     | 10         | 0          | 1           | 0          | 3                 | 1                 | 0                 | 0                 | 13       | 1      | 1           | 0          |
| A. Kaiser     | 11         | 1          | 3           | 0          | 1                 | 0                 | 0                 | 0                 | 12       | 1      | 3           | 0          |
| A. Keim       | 26         | 5          | 4           | 0          | 2                 | 1                 | 1                 | 0                 | 28       | 6      | 5           | 0          |
| K. Klein      | 0          | 0          | 0           | 0          | 1                 | 0                 | 0                 | 0                 | 1        | 0      | 0           | 0          |
| A. Kremers    | 8          | 0          | 2           | 0          | 1                 | 0                 | 0                 | 0                 | 9        | 0      | 2           | 0          |
| G. Kuczinski  | 13         | 0          | 3           | 0          | 0                 | 0                 | 0                 | 0                 | 13       | 0      | 3           | 0          |
| J. Schmadtke  | 26         | 0          | 1           | 0          | 2                 | 0                 | 0                 | 0                 | 28       | 0      | 1           | 0          |
| G. Thiele     | 31         | 7          | 5           | 0          | 3                 | 0                 | 0                 | 0                 | 34       | 7      | 5           | 0          |
| D. Thomas     | 21         | 1          | 3           | 1          | 1                 | 0                 | 0                 | 0                 | 22       | 1      | 3           | 1          |
| J. Weikl      | 33         | 3          | 4           | 0          | 3                 | 0                 | 1                 | 0                 | 36       | 3      | 5           | 0          |
| G. Zewe       | 25         | 1          | 1           | 0          | 3                 | 0                 | 0                 | 0                 | 28       | 1      | 1           | 0          |